# オルガ・アンドリアノワ
オルガ・アンドリアノワ（ Olga Andrianova、Ольга Андрианова、1952年6月15日 - 2022年9月6日）は、ロシアモスクワ出身の女子カーリングコーチ。
2002年のソルトレイクシティオリンピック、2006年のトリノオリンピックなどでロシア代表のヘッドコーチを務めた。2006年10月からはロシア・カーリング協会の会長を務めている。